# Haridwar (Distrikt)
Der Distrikt Haridwar (Hindi हरिद्वार ज़िला) ist ein Distrikt des indischen Bundesstaats Uttarakhand. Sitz der Distriktverwaltung ist die Stadt Haridwar.

## Geografie

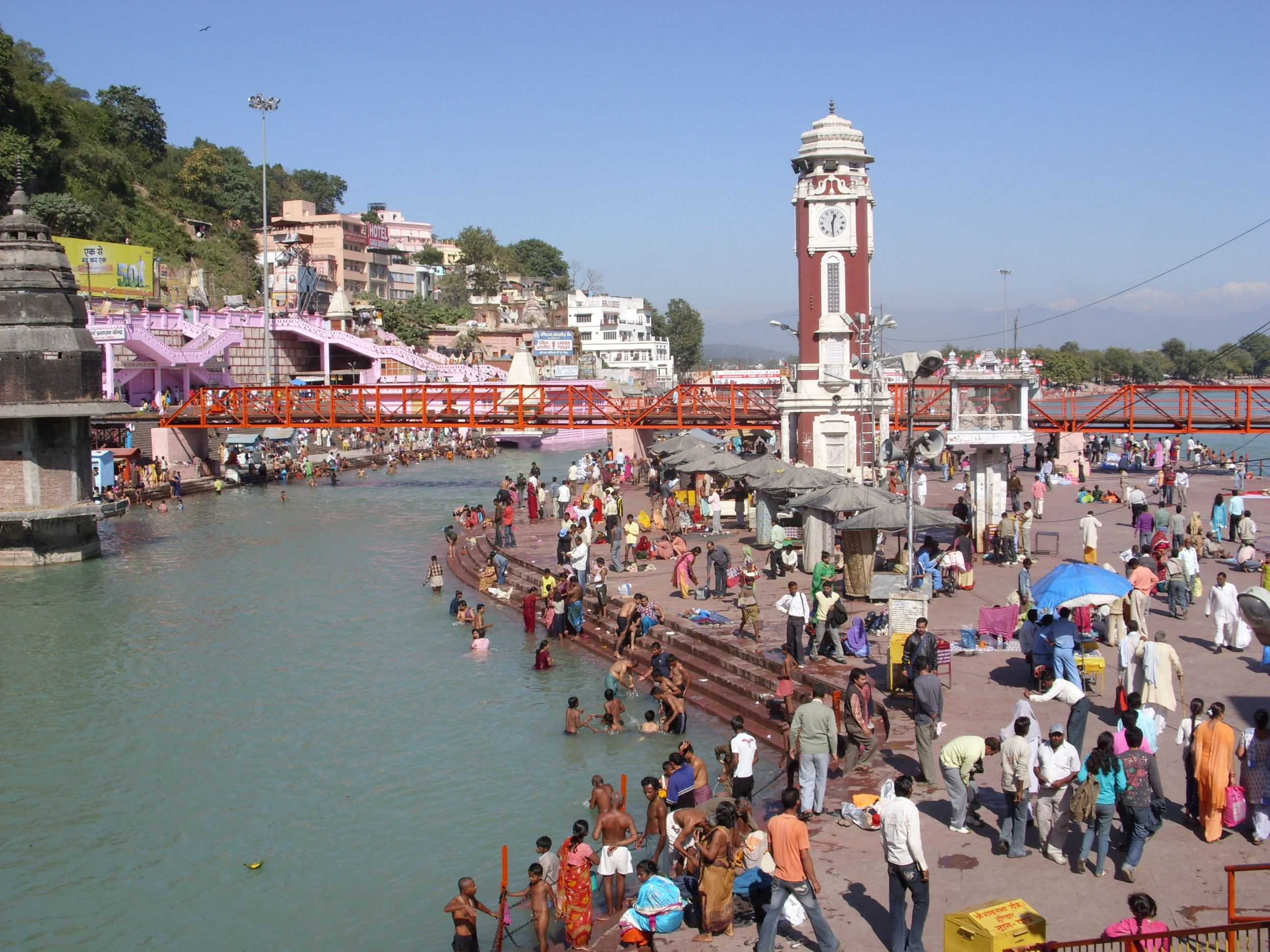
Har Ki Pauri, Ghat am Ganges in Haridwar

Der Distrikt Haridwar liegt in der Division Garhwal im Südwesten von Uttarakhand. Er umfasst die erste Bergkette der Siwaliks sowie den davor gelegenen Bereich der Gangesebene. Im Norden grenzt Haridwar an die Distrikte Dehradun und Pauri Garhwal. Im Süden liegt der Bundesstaat Uttar Pradesh. Die Fläche des Distrikts Haridwar beträgt 2360 km². Der Distrikt Haridwar liegt hauptsächlich westlich des Ganges. Die größte Stadt, Haridwar, liegt an der Stelle, wo der Ganges die Siwalikketten durchbricht. Sie besitzt 310.562 Einwohner (Stand 2011, städtischer Ballungsraum). Danach kommt Roorkee mit 273.502 Einwohnern.
Im Nordwesten von Haridwar befindet sich der Rajaji-Nationalpark.

## Geschichte
Der Distrikt entstand am 28. Dezember 1988 aus dem östlichen Teil des Distrikts Saharanpur. Im Jahr 2000 wurde er Teil des neuen Bundesstaats Uttarakhand.

## Bevölkerung
Nach der Volkszählung 2011 hatte der Distrikt Haridwar 1.890.422 Einwohner.